# Lasionycta proxima
Lasionycta proxima là một loài bướm đêm thuộc họ Noctuidae. Loài này có ở Tây Ban Nha qua châu Âu, phía đông tới Đông Á (vùng Amur). It is not present tây bắc của British Isles. In the north, it is found tới Vòng cực. Ở phía nam nó có ở Địa Trung Hải tới Kavkaz tới Mông Cổ.
Sải cánh dài 28–36 mm. Con trưởng thành bay từ tháng 6 đến tháng 8. In some locations, there là một second generation vào tháng 10.
Ấu trùng chủ yếu ăn các loài Alchemilla vulgaris, Taraxacum và Artemisia. But they are also recorded on Rumex crispus và Campanula.